# Dakoula
Dakoula est une localité du département de Guéguéré, dans la province d’Ioba (région du Sud-Ouest) au Burkina Faso. En 2006, cette localité comptait 1 118 habitants dont 50.8% de femmes.